# Tsugio Tajima
Pour les articles homonymes, voir Tajima.
Tsugio Tajima (田島 二男, Tajima Tsugio, 1903-2002) est un photographe japonais.

## Biographie
En 1939, Tsugio Tajima forme le groupe Nagoya Photo Avant-Garde avec Kansuke Yamamoto, Minoru Sakata, Shimozato Yoshio et Yamanaka Chiruu, etc.